# Laura Rojas Hernández
Laura Angélica Rojas Hernández (Ciudad de México, 26 de diciembre de 1975) es una política, escritora, periodista y politóloga mexicana, miembro del Partido Acción Nacional. Actualmente es diputada federal y fue presidenta de la Cámara de Diputados de 2019 a 2020. 
Ha sido regidora del Ayuntamiento de Tlalnepantla de Baz, Estado de México, así como senadora de la República del 2012 al 2018, habiéndose desempeñado, además, como Presidenta de la Comisión de Relaciones Exteriores del Senado. 
Es columnista del diario Excélsior donde escribe cada domingo la columna Ágora.[cita requerida]

## Formación y estudios
Laura nació en la Ciudad de México el 26 de diciembre de 1975. Es Licenciada en Ciencias Políticas y Administración Pública por la Facultad de Estudios Superiores Acatlán de la Universidad Nacional Autónoma de México, de la que se recibió en 2000.
Estudió una maestría en Gobierno y Asuntos Públicos también en la Universidad Nacional Autónoma de México y un máster en Derecho Internacional y Relaciones Internacionales en el Centro Universitario y de Investigación Ortega y Gasset de España.

## Carrera política
En 1995 se afilió al Partido Acción Nacional, luego de haberse acercado al mismo en 1994 durante la campaña presidencial de Diego Fernández de Cevallos y en 1996 pasó a ser secretaria municipal de Acción Juvenil en Tlalnepantla de Baz, Estado de México. En las elecciones del 2000 fue candidata a diputada plurinominal por la quinta circunscripción electoral.
Hacia 2003 fue regidora del Tlalnepantla de Baz durante la administración de Ulises Ramírez Núñez. En 2006 fue elegida diputada federal plurinominal para la LX Legislatura, cargo que ejerció hasta 2009. De 2007 a 2010 consejera nacional del PAN y en 2009 secretaria general del Comité Directivo Estatal del PAN en el Estado de México.
En 2012 escribió el libro "Pensar México" editado por la Fundación Rafael Preciado. Ese mismo año fue elegida senadora por el principio de lista nacional para las LXII y LXIII Legislaturas.
En 2017 se registró como precandidata del PAN a gobernadora del Estado de México, resultando finalmente elegida candidata Josefina Vázquez Mota.
Fue nombrada el 3 de marzo de 2018 como coordinadora de enlace internacional en la campaña de Ricardo Anaya Cortés, candidato a la Presidencia de la República de la coalición "Por México al Frente".
Actualmente es diputada federal por el Partido Acción Nacional en la LXIV Legislatura, y presidió la Mesa Directiva de la Cámara de Diputados durante el segundo año de esa legislatura. Fue candidata a diputada local por el municipio de Lerma, Estado de México, en las elecciones del 2021, de las cuales resultó ganador su contrincante del PRI, Jaime Cervantes Sánchez.